# Zone industrielle Nord
La zone industrielle Nord (couramment appelée ZI Nord voire ZIN) est la plus grande zone industrielle de Limoges, située au nord de la commune, entre le quartier de Beaubreuil à l'est et la commune de Couzeix à l'ouest.